# Perischizon oleifolium
Perischizon oleifolium är en svampart som först beskrevs av Kalchbr. & Cooke, och fick sitt nu gällande namn av Syd. & P. Syd. 1914. Perischizon oleifolium ingår i släktet Perischizon och familjen Parmulariaceae.   Inga underarter finns listade i Catalogue of Life.